# Kamalei Alexander
Kamalei Alexander é um surfista profissional havaiano. Já participou de eventos grandiosos do circuito WCT (World Championship Tour), como o Billabong Banzai Pipeline Masters e o Billabong Teahupoo PRO, não chegando a vencer nenhum. Sua melhor colocação em um campeonato profissional pelo WCT foi no Billabong Banzai Pipeline Masters 1974, chegando às oitavas de final, concluindo assim a 9ª colocação. Kamalei foi um dos pioneiros do surf internacional.